# Valley Forge

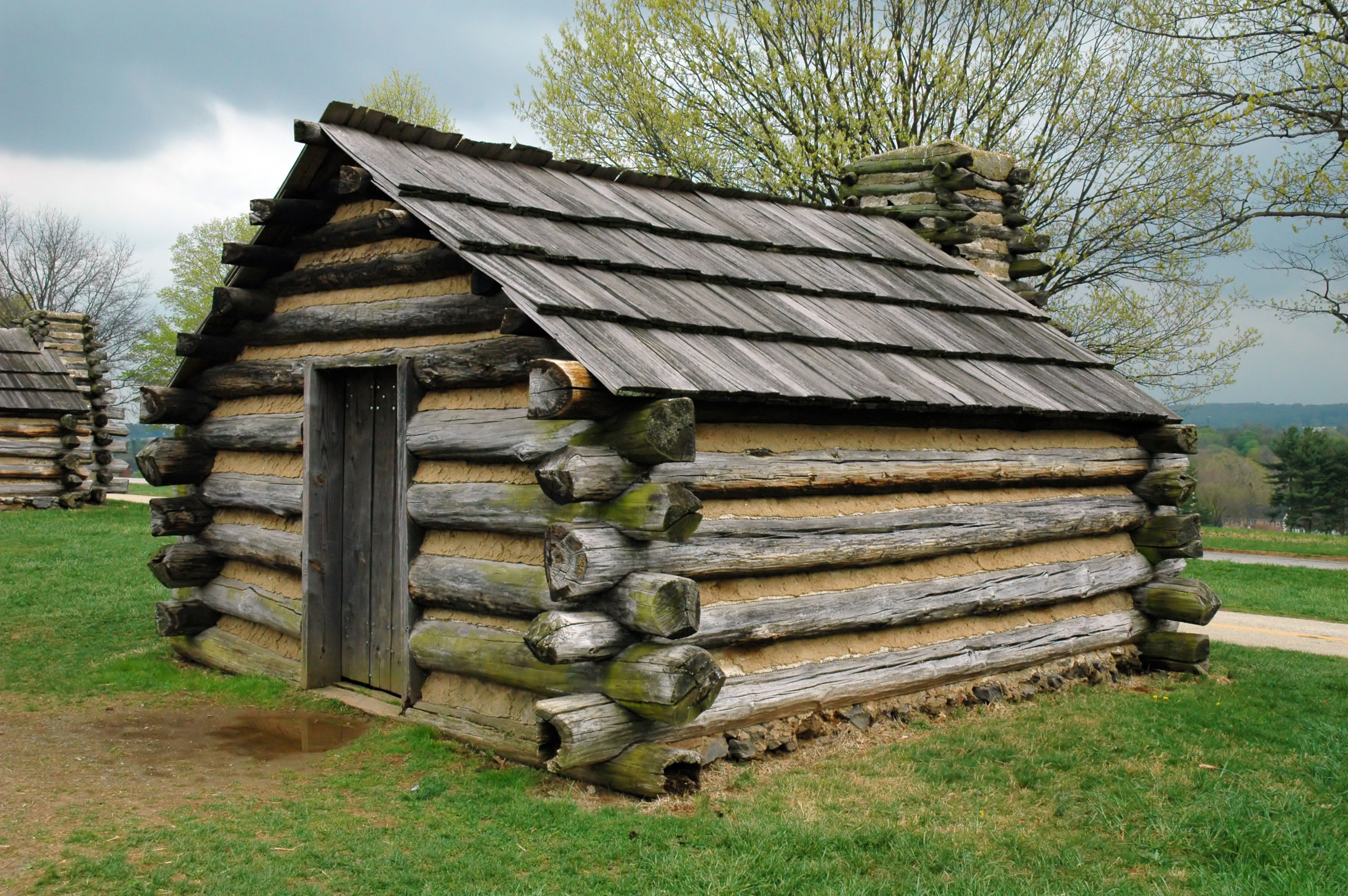
Una réplica de una cabaña donde pudieron haber vivido los soldados en Valley Forge (fecha desconocida)

Valley Forge en Pensilvania fue el sitio del campamento del Ejército Continental estadounidense en el invierno de 1777–1778 durante la Guerra de Independencia de los Estados Unidos.

## Historia

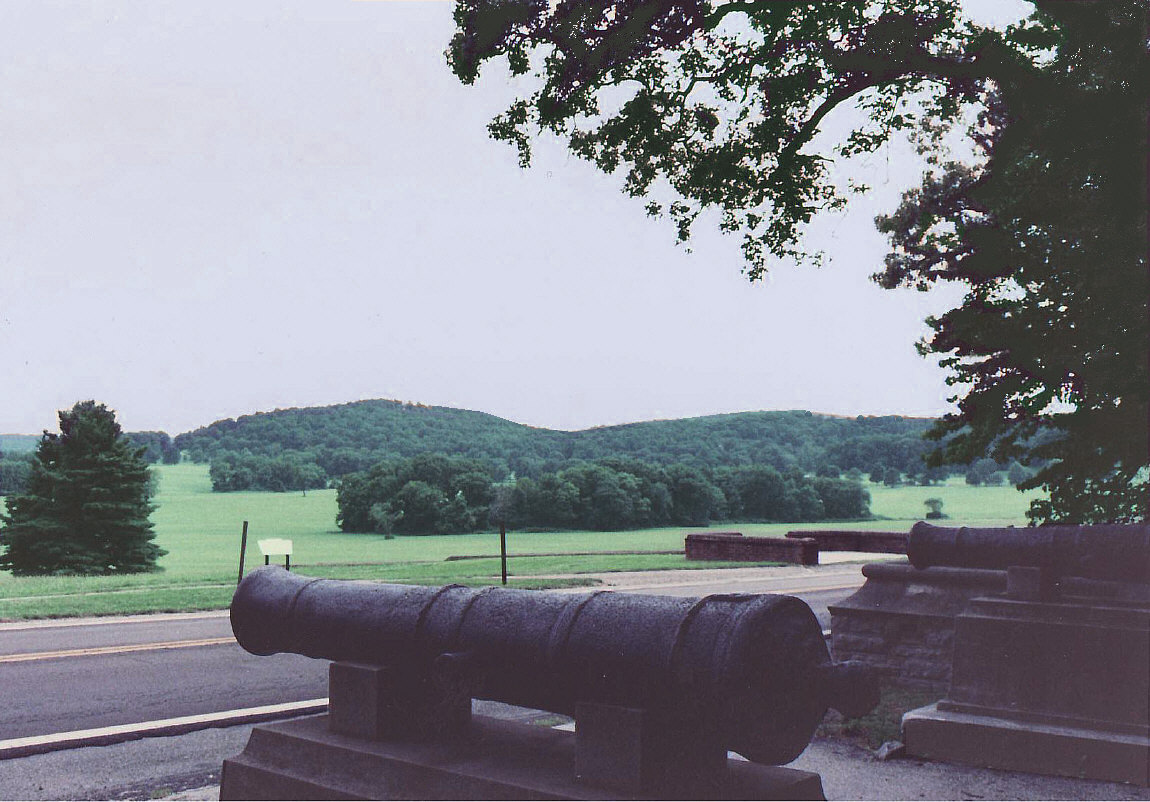
Cañón de la Guerra de la Independencia observando el lugar donde se encontraba el campamento de Valley Forge (julio de 1989)

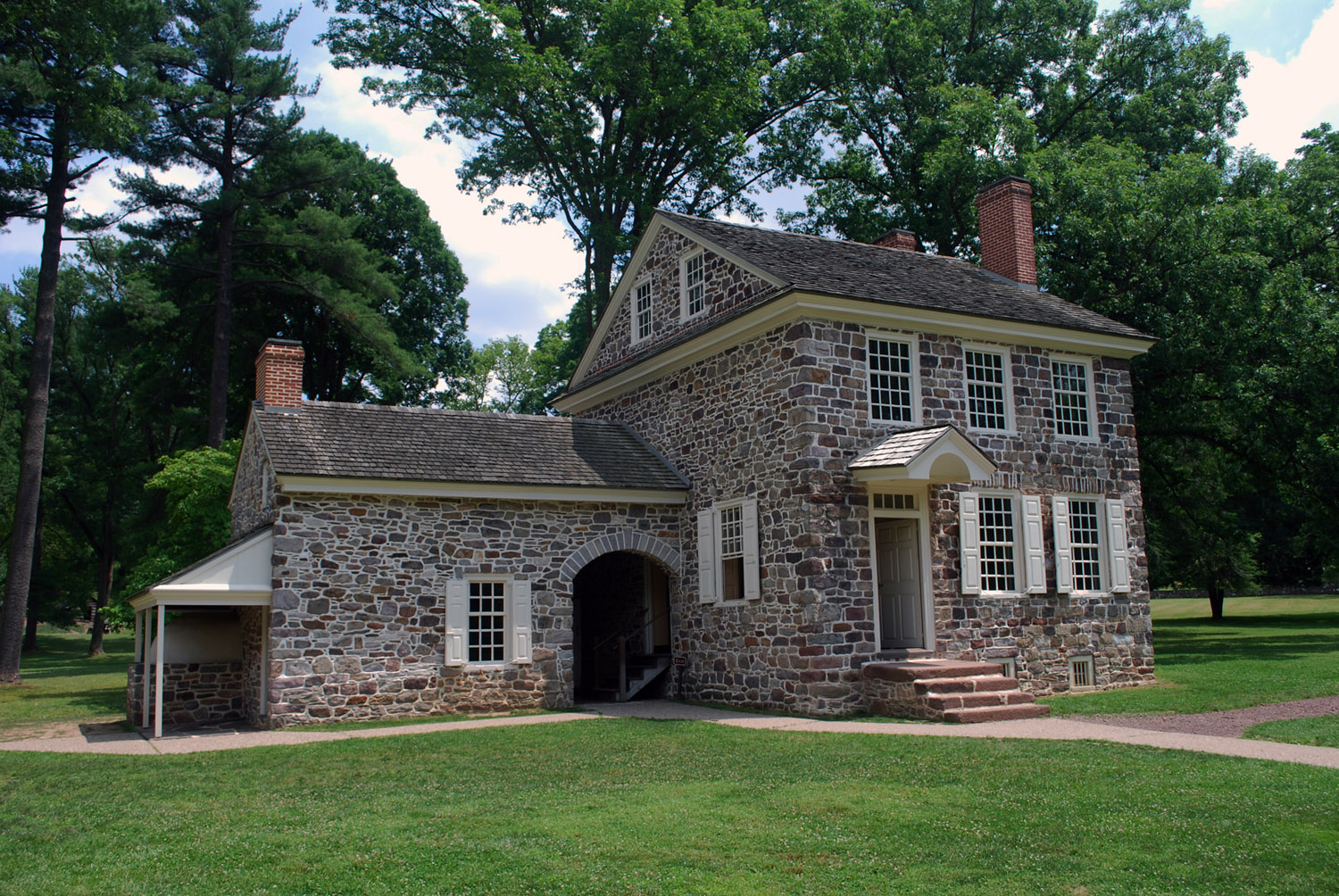
El cuartel general de Washington (junio de 2010)

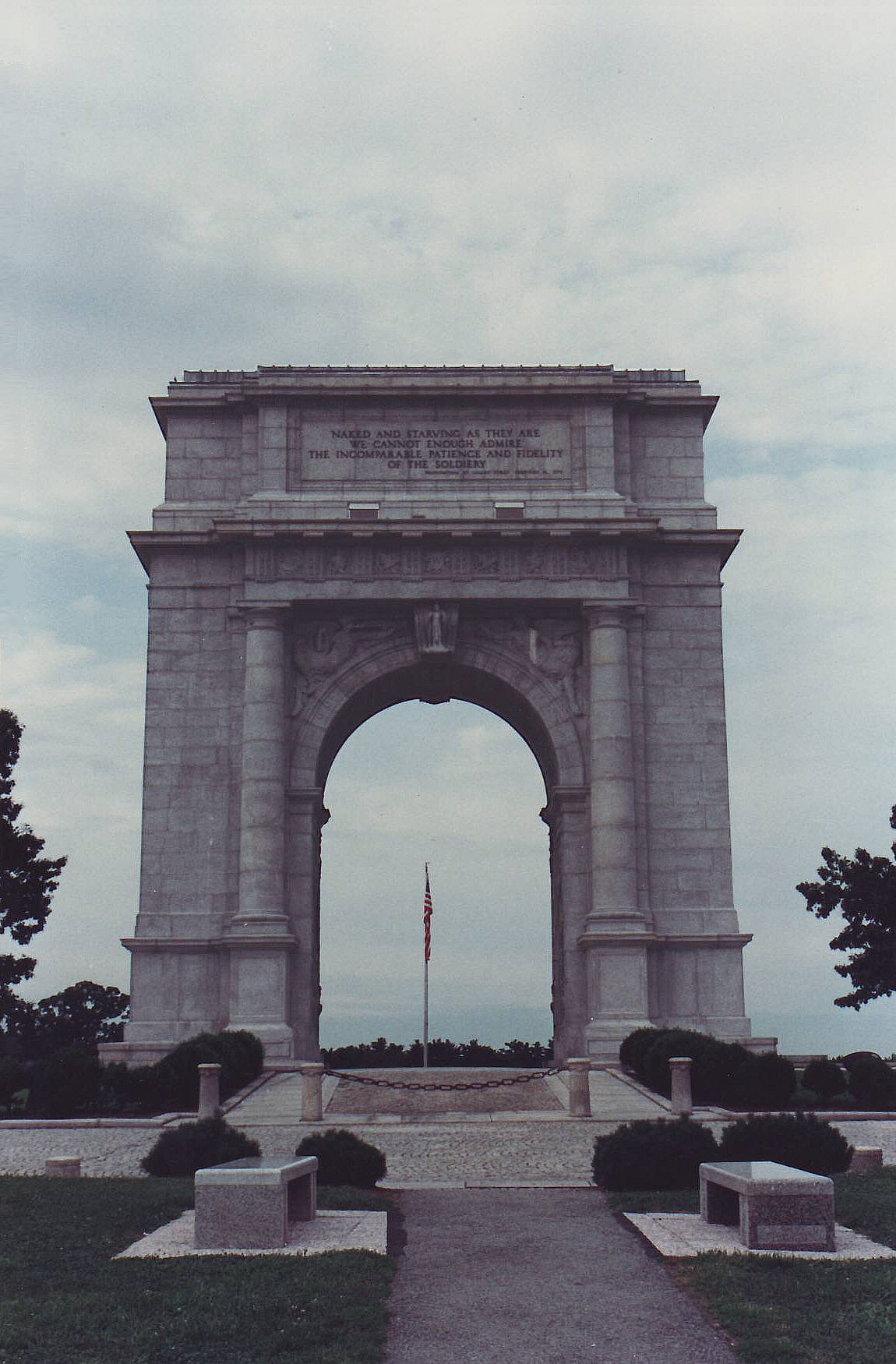
Vista del Arco Conmemorativo Nacional (Julio de 1989)
La inscripción del arco dice:
Desnudos y hambrientos como están
No podemos admirar lo suficiente
Las incomparables paciencia y fidelidad
de los soldados –George Washington

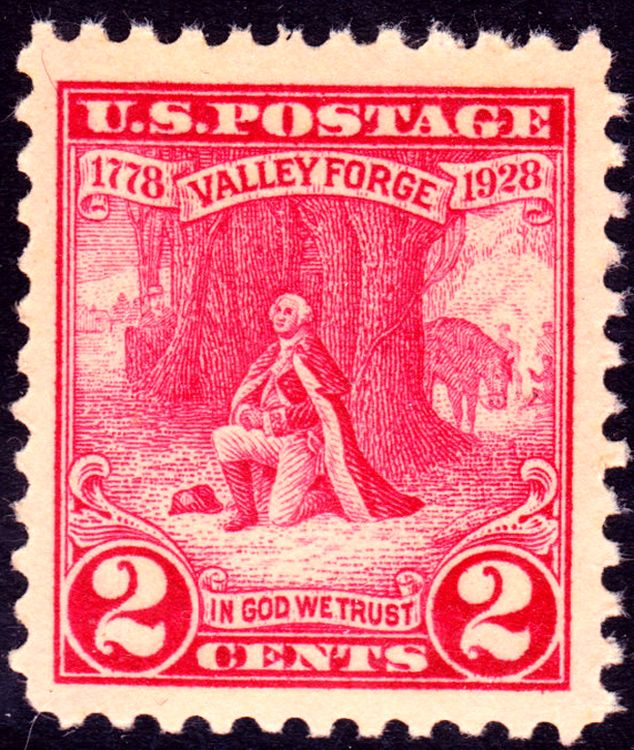
El general George Washington orando, Valley Forge, invierno de 1777–1778.

Considerando la pronta llegada del invierno, y las bajas perspectivas de la campaña, el General George Washington buscó cuarteles para sus hombres. Washington y sus tropas acababan de combatir en lo que iba a ser el último enfrentamiento de importancia de 1777 en la Batalla de Black Hills (o Edge Hill). Se le ocurrió sacar sus tropas de su campamento en la zona de White Marsh (actualmente el Parque Estatal del Fuerte Washington) y mudarse a un lugar más seguro para el invierno entrante.
Aunque se propusieron varios lugares, él seleccionó Valley Forge, Pensilvania, 18 millas (29,0 km) al noroeste de Filadelfia. Resultó ser una excelente opción.
Nombrado por una forja de hierro en el Valle de Creek, el área estaba lo suficientemente cerca de los británicos como para mantener sus incursiones y buscar alimento en el interior de Pensilvania, pero lo suficientemente lejos para poner fin a la amenaza de los ataques sorpresa británicos. La tierra alta de Mount Joy y el terreno colindante elevado de Mount Misery combinado con el río Schuylkill hacia el norte, facilitaban la defensa de la zona.
El 19 de diciembre de 1777, cuando el mal alimentado y mal equipado ejército de Washington, cansados de largas marchas, lucharon en Valley Forge, soplaron vientos, mientras los 12.000 continentales se prepararon para la furia del invierno. Los campos para los campamentos de la brigada fueron seleccionados, y las líneas de defensa fueron planeadas y comenzadas. Aunque la construcción de más de un millar de chozas proporcionó refugio, fue poco para compensar la crítica escasez que continuamente plagaba al ejército.
Los hombres fueron a cubierto por seis semanas y tres días. La primera choza construida adecuadamente apareció en tres días. Otra cabaña, que requirió 80 registros, y cuya madera tuvo que ser recogida a kilómetros de distancia, se acercó en una semana con el uso de sólo un hacha. Los hombres describieron sus casas como "cuartos acogedores y confortables" y que estaban orgullosos de las estructuras que habían construido. Estas cabañas proporcionaron una protección suficiente para las condiciones moderadamente frías, pero sobre todo de las mojadas y húmedas condciones del leve, pero típico invierno de 1777–1778 de Pensilvania. La nieve fue limitada, y en pequeñas cantidades. El alternante congelamiento y el deshielo de la nieve y el hielo hicieron imposible mantenerse seco y dejaron que las enfermedades se agraven.
Los soldados recibieron suministros irregulares de carne y pan, algunos obtuvieron su único sustento de fire cakes, una mezcla sin sabor de harina y agua. Sin embargo, debido a los talentos de panadería del General Christopher Ludwig, los hombres en Valley Forge más a menudo que nunca recibieron el pan recién horneado, cerca de una libra al día. Tan graves eran las condiciones en algunos momentos que Washington desesperado decía "que a menos que un gran y capital cambio se lleve a cabo ... este ejército, inevitablemente debe ... morirse de hambre, disolverse o dispersarse, con el fin de obtener subsistencia en la mejor manera posible". A los animales no les fue mejor. El general Henry Knox, Jefe de Artillería de Washington escribió que cientos de caballos murieron de hambre o de agotamiento.
La ropa también era totalmente inadecuada. Muchos soldados heridos de las batallas anteriores murieron a causa de la exposición. Las marchas largas habían destruido los zapatos. Las mantas eran escasas. La ropa hecha pedazos rara vez era reemplazada. En un momento dado estas carencias causaron que cerca de 4.000 hombres sean listados como no aptos para el servicio.
Desnutridos y mal vestidos, viviendo en cuartos llenos y húmedos, el ejército estaba devastado por la enfermedad y la dolencia. La fiebre tifoidea, ictericia, disentería y neumonía se encontraban entre las muchas enfermedades que mataron a 2.500 hombres ese invierno. Aunque Washington solicitó en varias ocasiones socorro, el Congreso Continental no fue capaz de proporcionarlo, y los soldados seguían sufriendo. Las mujeres y familiares de los hombres enlistados aliviaron algunos de estos sufrimientos al prestarles servicios valiosos, tales como lavandería y enfermería que el ejército necesitaba desesperadamente.
Mejorar la eficiencia militar, la moral y la disciplina eran tan vitales para el bienestar del ejército como fue su fuente de suministro. El ejército había sido obstaculizado en la batalla porque la unidad de entrenamiento estaba administrada de una variedad de campos manuales, haciendo movimientos coordinados de batalla incómodos y difíciles. Los soldados fueron entrenados, pero no de manera uniforme. La tarea de desarrollar y llevar a cabo un programa de entrenamiento efectivo se pasó a manos del Barón Friedrich von Steuben. Este experto prusiano maestro de desfiles, recién llegado de Europa, incansablemente ejercitó a los soldados
Un grupo de personas llamado Seguidores del Campo de Regimiento también ayudó a aumentar la moral de los soldados y brindaron el apoyo necesario a los hombres. Los seguidores del campamento en Valley Forge consistían en familias, esposas, hijos, madres y hermanas de los soldados.
Estos seguidores de los campamentos a menudo sirvieron como lavanderos, limpiando y cosiendo los uniformes de los soldados. Washington entendó que un soldado moriría rápidamente por enfermedad si su uniforme estaba sucio y raído. Estas mujeres y los niños también proporcionan el apoyo emocional a un soldado, lo que les permitió permanecer en el campamento y continuar en entrenando y ser soldado durante los meses de invierno. Estas mujeres ganaron la mitad de las raciones de los soldados, la mitad del salario de un soldado, así como una pensión media después de la guerra—si es que habían hecho lo suficiente. Los niños recibirían un cuarto de ración si habían hecho suficiente trabajo.
Las mujeres fueron relegadas a la parte posterior de la columna cuando marchaban y se les prohibió viajar en los vagones. Los seguidores de campamento enfrentaron los problemas de la enfermedad, junto con los soldados. Mientras que los barrenderos eran excelentes, algunas mujeres perdieron la vida en el campo de batalla, tratando de obtener bienes de los soldados heridos o muertos. En Valley Forge las mujeres repartían 1 a cada 44 hombres, sumando alrededor de 500 mujeres.
Pronto la palabra de la salida británica de Filadelfia trajo una actividad frenética en las filas del Ejército Continental. El 19 de junio de 1778, seis meses después de su llegada, el ejército marchó lejos de Valley Forge en busca de los británicos, que se movían hacia Nueva York. El calvario había terminado. La guerra iba a durar otros cinco años, pero para Washington, sus hombres, y la nación a la que trató de dar a luz, una victoria decisiva se había ganado —una victoria, no de armas sino de voluntad

## Barón (Freiherr) Friedrich Wilhelm von Steuben

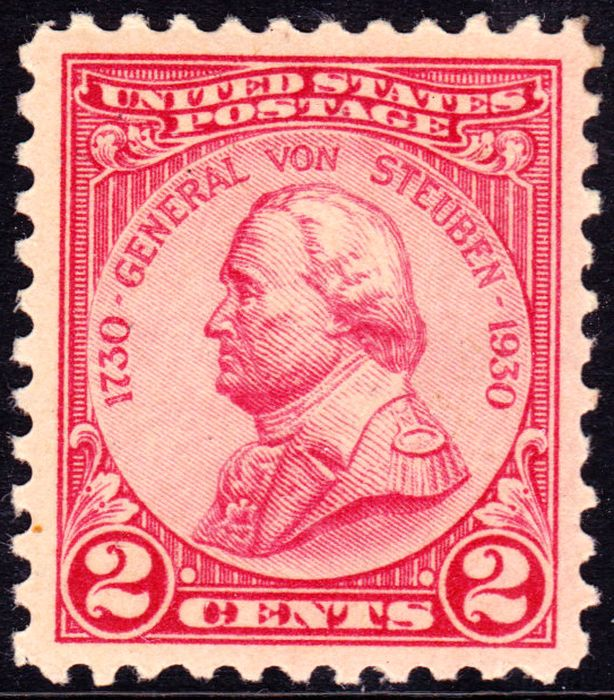
General Von Steuben, estampilla de 1930

Von Steuben fue otro un miembro de la élite Mayor de Federico II el Grande, Rey de Prusia. Ya no estaba en el Ejército de Prusia, de hecho, sin el empleo de cualquier tipo, von Steuben ofreció sus habilidades militares a la causa patriota.
Cuando llegó a Valley Forge desde Francia el 23 de febrero de 1778, traía consigo una carta de presentación de Benjamin Franklin. Washington vio una gran promesa en el prusiano y casi de inmediato le asignó los deberes de inspector general interino con la tarea de desarrollar y llevar a cabo un programa de capacitación eficaz. Él era un instructor, que estaba lleno de energía, y le enseñó a los soldados a disparar sus armas más rápido.
Numerosos obstáculos amenazaban el éxito. No existían manuales de formación estándar americanos existe, y el mismo von Steuben hablaba poco Inglés. Sin desanimarse, elaboró su propio manual en francés. Sus ayudantes a menudo trabajaban hasta altas horas de la noche, traduciendo su obra a inglés. Las traducciones fueron, a su vez, copiadas y pasaron a los regimientos y las compañías que llevaron a cabo el ejercicio previsto (o desfile militar) al día siguiente.
Von Steuben sorprendió a muchos oficiales norteamericanos, rompiendo la tradición de trabajar directamente con los hombres. Un oficial escribió acerca de "la gracia peculiar" de von Steuben cuando él tomó "bajo su dirección un equipo de hombres en calidad de un sargento de ejercicio." Desde el amanecer hasta el atardecer su voz familiar se escuchaba en el campamento por encima de los sonidos de los hombres marchando y comandos gritados. Pronto las empresas, regimientos, y luego brigadas se trasladaron con elegancia de la línea a la columna, la columna a la línea; cargó fusiles con precisión, y condujo casacas rojas imaginarios desde el campo por cargos habilidosos con la bayoneta.
Cuando el Ejército Continental desfiló el 6 de mayo de 1778, para celebrar la Alianza Francesa con Estados Unidos, Von Steuben recibió el honor de organizar el día de actividades. Ese día, el Gran Desfile se convirtió en un escaparate para el ejército unido americano. Los cañones dispararon a modo de saludo. Miles de fusiles dispararon el ceremonial "feu de joie," un fuego que pasaba corriendo arriba y abajo de las filas dobles de infantería. Los aplausos se hicieron eco a través de los campos. El buen orden de desfile y apariencia imponente que las tropas presentaron durante la ceremonia del Día de la Alianza demostraron su notable progreso en la mejora de sus habilidades como una fuerza unificada, capaz de luchar de pie contra el Ejército Británico.

Washington, con la ayuda von Steuben, había hecho un ejército de las tropas continentales. Con sus aliados franceses, los estadounidenses ahora podían continuar con la guerra, que se había desarrollado por muchos años.

## Parque Valley Forge
El sitio del campamento se convirtió en un parque estatal de Pensilvania en 1893 y, en el 4 de julio de 1976, se convirtió en Parque Histórico Nacional Valley Forge. El parque cuenta con modernos edificios y estructuras históricos y recreados, monumentos, y un centro de visitantes recién renovado, que muestra un cortometraje y tiene varias exposiciones.
Una capilla fue construida en 1903 como un monumento a Washington. Un carillón adyacente de 58 campanas representa a todos los estados de EE. UU. y territorios. Reside en una torre construida por las Hijas de la Revolución Americana.
También se pueden disfrutar de rutas de caminatas y ciclismo. El parque alberga alrededor de 1000 ciervos que se pueden ver pastando en los campos abiertos.